# René Schostak

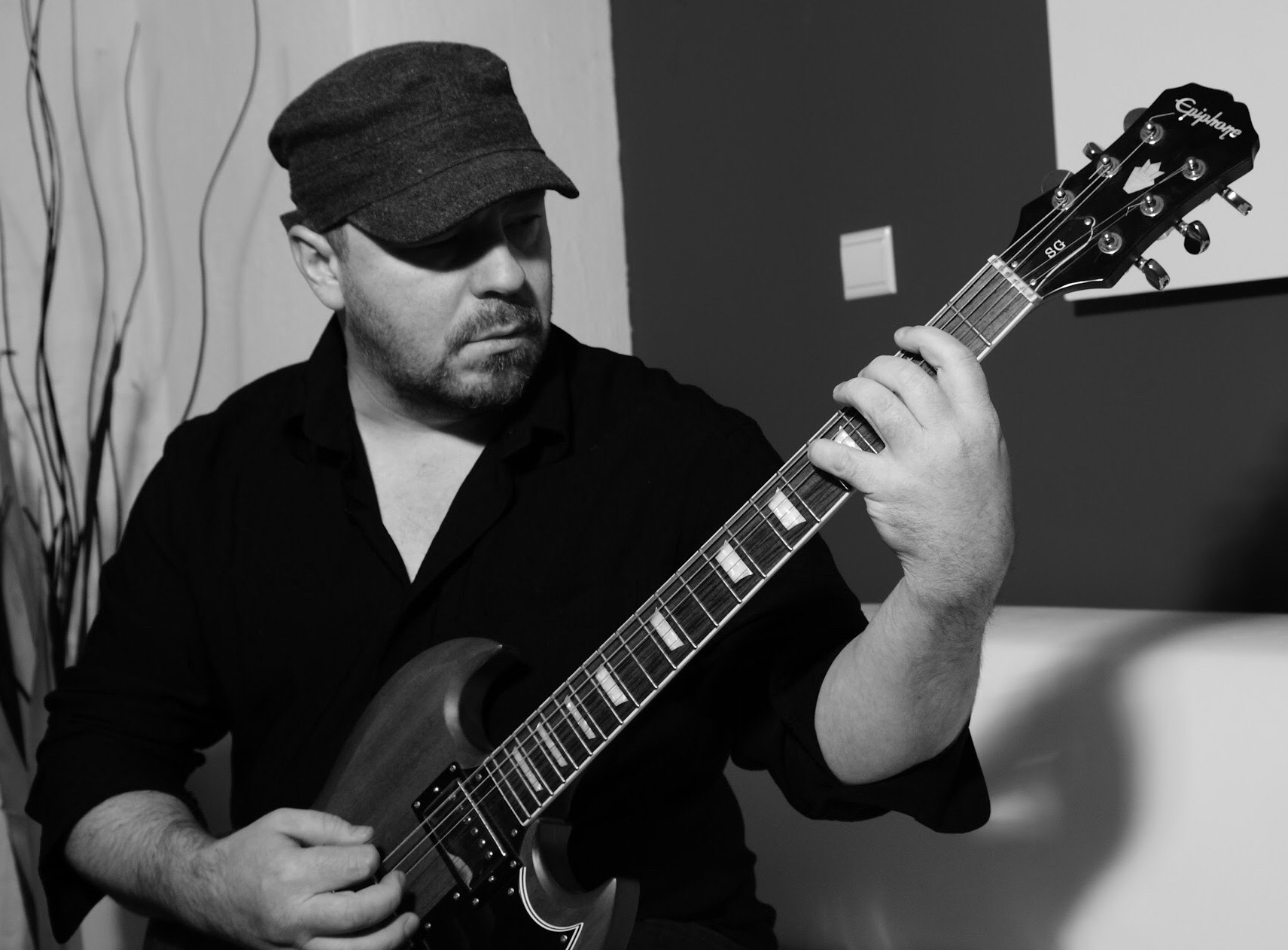
Musiker Komponist Produzent René Schostak

René Schostak (* 22. August 1967 in Berlin) ist ein deutscher Studiomusiker, Gitarrist, Musikproduzent und Komponist.

## Leben
René Schostak lernte als Kind autodidaktisch Gitarre und schrieb seine ersten Songs. 1982 war er zusammen mit Tommy Heart (Fair Warning) einer der Gründer der Berliner Heavy-Metal-Band Angel Dust, mit der er bereits nach der Gründung u. a. Konzerte im Berliner Quartier Latin gab. Nach Auflösung der Band spielte er lange Zeit in der Artrock-Band Contact und in verschiedenen Rock- und Jazz-Bands. Während dieser Zeit nahm er Gitarrenunterricht bei Gustl Lütjes.
In den 1990er Jahren wirkte er vermehrt an zahlreichen Blues-, Rock-, Metal- und Jazz-Produktionen nationaler und internationaler Künstler mit, darunter Jeanette Biedermann, Kristina Bach, Gabi Decker, Habibi, Jill Morrison, Markus Küpper Band, haase & band sowie Marc Terenzi, für den er den Song You Complete My Soul schrieb. Für seine Mitarbeit an der Live-DVD Laut gedacht von Silbermond erhielt er 2010 eine goldene DVD.
Er ist heute selbständiger Produzent mit dem Studio und Label Mugwort Road Records in Berlin und Mitarbeiter beim Produktions-Team Valicon. Seine aktuellen Live-Projekte sind die Indie-Pop-Band Radio Alaska und der amerikanische Singer-Songwriter Wayne Grajeda.
Von Ende 2011 bis Anfang 2012 komponierte er die Filmmusik für den preisgekrönten Kurzfilm Seebestattung. Im Jahre 2013 komponierte er die Filmmusik für den Psychothriller Exitus (Produktion Eberhard Weißbarth). 2014 folgte der Tonproduktion für den Langfilm Himmel im Kopf – Remo sowie 2015 Musik- und Tonproduktion für den Kurzfilm Living an American Dream Regie Dominik Balkow. 2017 schrieb er die Werbemusik zu dem Trailer von Mercedes Benz – future bus.
Schostak war als Songwriter und Produzent u. a. tätig für Michelle (Steh dazu), Chris Doerk, The Dark Tenor, Maria Voskania, Bernhard Brink (Die Zeit ohne dich), Frank Schöbel (Das ist der Moment), Tommy Heart, Frank Zander (Immer noch der Alte), Trailer für Tribute to Bambi 2017, VoXXclub (Tanzen gehen), Ben Zucker (Schau nur).
In Zusammenarbeit mit dem Producer-Team Valicon gab es 2017 wieder Gold für The Dark Tenor – Symphony of Light.